# Ириновка (Ростовская область)
Ири́новка — хутор в Зерноградском районе Ростовской области России.
Входит в состав Гуляй-Борисовского сельского поселения.

## Население
| 2010 |
| ---- |
| 145  |

## Улицы
- ул. Бунина,
- ул. Заречная,
- пер. Садовый,
- ул. Толстого,
- ул. Шолохова.